# رنه اشتینک
رنه اشتینک (به آلمانی: René Steinke) (زاده ۱۶ نوامبر ۱۹۶۳ در برلین، آلمان) بازیگری آلمانی است.
او پیش از اینکه در پی رؤیای بازیگری‌اش گام بردارد، یک رانندهٔ آمبولانس بود. در مدرسه ی عالی بازیگری تحصیل کرد. رنه اشتینک با بازی در سریال تلویزیونی هشدار برای کبرا ۱۱ - پلیس بزرگ‌راه (به آلمانی: Alarm für Cobra 11 – Die Autobahnpolizei) در نقش تام کرانیش و در دو فصل ۱۹۹۹ تا ۲۰۰۲ و ۲۰۰۴ تا ۲۰۰۶ به اوج شهرت خود رسید. او در هر دو فصل در کنار زوج هنری خود اردوغان آتالای در نقش سمیر گِرکان، ایفای نقش نمود.
همچنین وی در گذشته در مسابقات اتومبیل رانی سرعت شرکت می‌کرده‌است.